# Schönwald (Brandenburgia)
Schönwald (dolnołuż. Běły Gózd) – miejscowość i gmina w Niemczech w kraju związkowym Brandenburgia, w powiecie Dahme-Spreewald, wchodzi w skład urzędu Unterspreewald. Do 31 grudnia 2012 wchodziła w skład urzędu Unterspreewald.